# نانوپزشکی
نانوپزشکی  بهره‌گیری از فناوریِ نانو برای امورِ پزشکی است. این شاخه از پزشکی می‌کوشد تا با استفاده از فناوری نانو، به تشخیص بیماری‌ها، پیشگیری از آن‌ها و بهبود بخشیدنِ به بیماران بپردازد. پزشکیِ نانو، گستره‌یِ وسیعی است که از به کار بردنِ نانومواد در امورِ پزشکی تا استفاده از نانو الکترونیک در طراحیِ بیوسنسورها یا حسگرهایِ زیستی را در بر می‌گیرد. یکی از مهم‌ترین مشکل‌هایِ پزشکیِ نانو، درکِ نوع و میزانِ اثرگذاریِ نانو فناوری بر محیط و شناختِ سمی بودن یا سمی نبودنِ موادِ نانومقیاس است.

## تاریخچه
این مفهوم را اولین بار در ۱۹۹۹ دانشمند آمریکایی رابرت. ای فرایتاس جونیور در جلد اول اثر خود نانوپزشکی: قابلیت‌های اساسی مطرح کرد. نانوپزشکی در راستای گسترش دیدگاه اریک درکسلر باتوجه به نانوفناوری، به عنوان یک فناوری برای ساخت ابزارهای نانوروباتی برای عبور و موقعیت‌یابی در بدن توضیح داده شد. اگرچه بخش زیادی از این تصور هنوز کاملاً تحقق نیافته‌است، اما پیشرفت‌های زیادی رخ داده‌است و هنوز برای رسیدن به چنین آینده ای تلاش می‌شود. بااین حال، هنوز دربارهٔ امیدهای بیش از حد به موفقیت نانوپزشکی از سوی منتقدان تردید وجود دارد.

## کاربردها

### پیشگیری از بیماری
در هجدمین سمینارِ جهانیِ ایدز در وین، شرکتِ ژنتیک ایمیونیتی واکسنِ درماویر را برایِ پیشگیری از بیماریِ ایدز معرفی کرد. این واکسنِ درمانی که به نوعِ جدیدی از واکسن‌ها تعلق دارد به گفتهٔ محققانِ ژنتیک ایمیونیتی می‌تواند بر خلافِ واکسن‌هایِ سنتی، علاوه بر پیشگیری، در درمانِ بیماریِ ایدز هم مفید واقع شود. این واکسن هنوز در فاز دوم تحقیق قرار دارد.

### تشخیصِ بیماری

#### تصویربردار
=== درمانِ بیماری‌ها

#### رسانش دارویی

##### نگاهِ کلی
افزایشِ رسانشِ دارویی یکی از کاربردهایِ نانوپزشکی است. کاربرد بسیاری از داروهای شیمی درمانی به دلیل دارا بودن خاصیت آبگریزی، فراهمی زیستی محدودی داشته و همین عامل مانع از گسترش کاربرد داروی موردنظر می‌شود؛ بنابراین محققین به دنبال روش‌هایی هستند که حلالیت و ثبات شیمیایی این ترکیبات را برای کاربردهای بالینی افزایش دهند. با پیشرفت کاربرد نانوتکنولوژی در دارو رسانی، روش‌های مختلف سنتز حامل‌های دارویی نانومقیاس با ویژگی دوگانه دوست (آمفی فیلیک) به کمک محققین در زمینه درمان سرطان شتافته‌است که در آن با استفاده از موادِ نانومقیاس یا مولکول‌ها، می‌کوشند میزانِ فراهمیِ زیستیِ داروها را افزایش دهند. فراهمیِ زیستی، به میزانِ وجودِ دارو در بخش‌هایی از بدن اشاره دارد که به آن دارو نیاز دارند یا کارکردِ دارو در آن محل‌ها بیشتر است. در رسانشِ دارویی می‌کوشیم که میزانِ فراهمیِ زیستی را در محل‌هایی خاص از بدن و حتی در زمان‌هایی خاص، افزایش دهیم. چنین کاری به وسیله‌یِ ابزارهای نانو امکان‌پذیر است و امروزه مطالعات متعددی در زمینه پیشرفت و گسترش حامل‌های دارویی نانومقیاس در حال انجام است.
یکی از این مطالعات صورت گرفته، سنتز حامل نانومقیاس متشکل از پلیمرهای آلژینات- کیتوسان- پلورونیک F127 است که به صورت یک ترکیب پلیمری دوگانه دوست سنتز و برای انتقال ترکیب گیاهی آبگریز کورکومین به سلول‌های سرطان سرویکال انسان استفاده شده‌است. نتایج به دست آمده از این مطالعه ثابت می‌کند که استفاده از حامل‌های نانومقیاس دوگانه دوست می‌تواند روش کارآمدی برای انتقال داروهای آبگریز بوده و کاربرد این ترکیبات را در درمان سرطان افزایش دهد.

##### سودمندی‌ها
رسانشِ دارویی بیش از همه در درمانِ سرطان‌ها می‌تواند موردِ توجه قرار گیرد. در حالِ حاضر، یکی از مشکل‌هایِ اساسی در درمانِ سرطان‌هایِ مختلف آن است که داروها، هم برایِ سلول‌های سرطانی و هم برای سلول‌های سالم، به یک اندازه می‌توانند سمی باشند، در نتیجه پیشرویی در شیمی‌درمانی آن‌جا که آسیب‌ها برایِ سلول‌های سالم رو به فزونی باشد، با محدودیتِ اساسی مواجه می‌شود. از طریقِ نشان‌گذاریِ سلول‌هایِ سرطانی و افزایشِ رسانشِ دارویی می‌توان بر این مشکلِ اساسی پیروز شد. دندریمرها یا درخت‌سان‌ها، نانوموادِ سرامیکی، میسل‌هایِ سیلیس‌پوشیده و لیپوزوم‌هایِ با پیوندِ عرضی می‌توانند برایِ این منظور، موردِ استفاده قرار گیرند.

## ابزارها

### نانو پوسته‌ها
نانوپوسته‌ها، ذره‌هایِ ریزی هستند که به وسیله‌یِ لایه‌ای از جنسِ طلا پوشانده شده‌اند. با تغییرِ ضخامتِ این لایه‌ها، می‌توان این ذره‌هایِ ریز را به گونه‌ای برنامه‌ریزی کرد که تنها طولِ موجِ خاصی از نور را جذب کنند. بهترین نانوپوسته‌ها، آن‌هایی هستند که می‌توانند طولِ موج‌هایِ نزدیک به موجِ فروسرخ را جذب کنند، چرا که این موج‌ها به سادگی قادرند تا چند سانتی‌متر در بافتِ بدن نفوذ کنند. جذبِ نور به وسیله‌یِ نانوپوسته‌ها، موجبِ آن می‌شود که دمایِ آن‌ها، به‌طورِ زیادی بالا رود. این افزایشِ دما به مرگِ سلول‌هایی منجر می‌شود که در اطرافِ نانوپوسته‌ها قرار دارند. دانشمندان امیدوارند که بتوانند نانوپوسته‌ها را به پادتن‌ها پیوند دهند، آن پادتن‌هایی که سلول‌هایِ سرطانی را تشخیص می‌دهند. به این ترتیب، بعد از آن‌که نانوپوسته‌ها به سلول‌هایِ سرطانی چسبیدند، می‌توان با فرساندنِ موج‌هایِ فروسرخ، آن سلول‌ها را نابود کرد.

### نانوحسگرها
حسگرها یا سنسورها، ابزارهایی برایِ اندازه‌گیری کمیت‌هایِ مختلفِ فیزیکی و شیمیایی هستند که پس از اندازه‌گیری، داده‌ها را به سیگنال‌ها و پیام‌هایِ الکتریکیِ قابلِ‌فهم برای رایانه تبدیل می‌کنند. نانوحسگرها دستهٔ خاصی از حسگرها هستند که برایِ انتقالِ پیام‌هایِ مربوط به ماده‌هایی در مقیاسِ نانو به جهانِ ماکروسکوپی، به کار می‌روند. کاربردِ آن‌ها در پزشکی از آن‌جا ناشی می‌شود که می‌توانند با اندازه‌گیری تغییر در کمیت‌هایِ مختلفی همچون حجم، غلظت، جابه‌جایی و سرعت، فشار، دما و نیروهایِ مغناطیسی، الکتریکی و گرانشی، می‌توانند نوع و محلِ دقیقِ انواعِ سلول‌ها را مشخص کنند. نانوحسگرهایِ زیستی که نوعِ خاصی از حسگرهایِ زیستی‌اند، می‌توانند با توجه به ابعادشان، بدونِ آسیب رساندن به سلول، به آن وارد شوند و ورود و خروجِ مولکول‌هایِ معینی را به سلول، بررسی کنند، نحوهٔ تأثیرِ داروهایِ مختلف بر بدن را در سطح مولکولی نشان دهند و به کمکِ کاوشگرهایِ آنزیمی می‌توانند بدون آن‌که به نمونه‌گیریِ خون نیازی باشد، به اندازه‌گیریِ روزانهٔ گلوکز، لاکتوز، ساکاروز، گالاکتوز و کلسترولِ خون بپردازند.

### نانوروبات‌ها
روبات‌هایِ نانو، روبات‌هایی در اندازه‌های مولکولی‌اند که می‌توانند برایِ کار کردن با ماده‌هایی در ابعادِ کوچک (مثلاً مولکول‌ها، سلول‌ها و اتم‌ها) به کار آیند. پیشرفت‌هایِ این شاخه از نانو تا به امروز بسیار محدود بوده و به نانوروبات‌ها تنها به عنوان قطعه‌هایی نظری و فرضی نگاه می‌شود.
نانوروبات‌ها وقتی که به مرحله کاربردی برسند دنیای علم پزشکی را دگرگون خواهند کرد. با کاربردی شدن این اجزا، نانوداروها با استفاده از آن‌ها می‌توانند وارد بدن شوند، بخش‌های آسیب دیده را شناسایی یا درمان کنند. در این بخش به تازگی محققان در دانشگاه کارنگی ملون توانسته‌اند نانوموتوری تولید کنند که به راحتی درون رگ‌های انسان حرکت می‌کند. این اتفاق را می‌توان نقطه عطفی در بخش پیشرفت نانوموتورها دانست. نانوروبات‌ها هنگام کار در بدن می‌توانند توسط تصویربرداری ام‌آرآی دیده شوند. این نانوربات‌ها ابتدا به بدن یک فرد تزریق می‌شوند و پس از آن به بافتی که برای آن تعریف شده‌است، می‌روند.
ماشین‌های تعمیر سلول: پزشک ها با استفاده از جراحی و داروها تنها بافت‌ها را تحریک می‌کنند که خود را التیام دهند. با استفاده از ماشین‌های سلولی این روند با دستورهای مستقیم دیگر همراه خواهند بود. در این حالت با تزریق سوزن‌های خاصی که باعث کشته شدن سلول‌ها نخواهند شد، ماشین‌های سلولی به سلول تزریق می‌شوند. در این صورت نانوماشین‌ها می‌توانند با توجه به این واقعیت که سلول‌ها به مولکول‌های خارجی واکنش نشان می‌دهند باعث ایجاد تغییراتی در کارکرد سلول‌های بیمار شوند و آن‌ها را مستقیماً برای بهبود تحریک کنند.

### نانوسیم‌ها
نانوسیم، نانوساختاری با قطری در مقیاس نانومتر (۹–۱۰ متر) است. همچنین می‌توان نانوسیم‌ها را به‌عنوان ساختارهایی با ضخامت یا قطری در اندازهٔ ده‌ها نانومتر یا کم‌تر، و طولی نامشخص تعریف کرد. سیم‌ها در ابعاد نانومتری خواصی غیرمعمول از خود بروز می‌دهند. [۲۰] اثرات مکانیک کوانتومی، در این مقیاس‌ها اهمیت می‌یابد - و همین منجر به ابداع واژهٔ «سیم کوانتومی» شده‌است.

انواع بسیار مختلفی از نانوسیم‌ها وجود دارند، شامل فلزی (مثل نیکل، پلاتین، طلا)، نیمه‌رسانا (مثل سیلیسیم، ایندیوم فسفاید، نیترید گالیوم و …)، و نارسانا (مثل سیلیس، تیتانیا). نانوسیم‌های مولکولی از واحدهای مولکولی تکرارشوندهٔ آلی (مثل دی‌ان‌ای) یا معدنی (مثل Mo6S9-xIx) تشکیل شده‌اند.

روش‌های عمده ساخت نانو سیم‌ها عبارتند از:۱-تکنیک لیتو گرافی. ۲- روش خودآرایی. ۳- استفاده از فرایندهای شیمیایی. ۴- بمباران سیم بزرگتر توسط ذرات پر انرژی دیگر.[۲۰]
نانوسیم‌ها می‌توانند در آیندهٔ نزدیک برای پیوند قطعات ریز به مدارهای بسیار کوچک مورد استفاده قرار گیرند. اینگونه قطعات را می‌توان با بهره از فناوری نانو، از ترکیبات شیمیایی تهیه کرد.

## واژه‌نامه
1. ↑  Nanomedicine
2. ↑  Nanotechnology
3. ↑  Biosensor
4. ↑  Toxicology
5. ↑  Genetic Immunity
6. ↑  DermaVir
7. ↑  Therapeutic Vaccine
8. ↑  Drug delivery
9. ↑  Targeting
10. ↑  Dendrimer
11. ↑  Silica-coated micelles
12. ↑  Cross- linked liposomes
13. ↑  Nanoshells
14. ↑  Nanosensor